# Embolemus subtilis
Embolemus subtilis (лат.) — вид хризидоидных ос рода Embolemus из семейства Embolemidae. Перу, Боливия, Бразилии (Южная Америка). Мелкие паразитоиды (длина тела самцов от 2,18 до 2,62 мм, длина переднего крыла — 2,5 мм). Основная окраска желтовато-коричневая, голова блестящая, дорзум проподеума морщинистый. Нижнечелюстные щупики 6-члениковые, нижнегубные состоят из 2 сегментов (формула 6,2). Формула шпор голеней 1,2,2. От близких видов отличаются петиолем более длинным, чем задние вертлуги, почти полным отсутствием воротничка переднеспинки, сверху скрытым мезоскутумом, равными по высоте эдеагусом и парамерами.